# Torneo Apertura 2004 (Chile)
El Campeonato Nacional de Apertura “BancoEstado” de Primera División de Fútbol Profesional, año 2004 fue el primer torneo de la temporada 2004 de la primera división chilena de fútbol. Comenzó el 6 de febrero y finalizó el 27 de junio de 2004.
La copa la obtuvo la Universidad de Chile, luego de cuatro años sin éxitos deportivos, venciendo a Cobreloa en la definición por penales en el Municipal de Calama, luego de haber empatado 0-0 y 1-1 en las dos finales. Los "chunchos" lograron su duodécima estrella, afianzándose como el segundo equipo con mayor cantidad de títulos en el fútbol chileno, tras Colo-Colo.  La final en Calama se jugó el 27 de junio de 2004 a las 17:00
Esta final fue histórica por dos motivos: Primero que todo, por vez primera un jugador del equipo campeón anotó durante los dos partidos finales (el gol de la Universidad de Chile en Calama fue producto de un autogol del loíno Esteban González) y, segundo, por primera vez en la historia del fútbol chileno un campeonato se decidió por definición a penales. El arquero azul Johnny Herrera logró el 4-2 definitivo para la "U" en esta instancia, arruinando de paso, el primer tricampeonato de los loinos.

## Modalidad
El campeonato se jugó al estilo de los torneos de la Primera división mexicana. Los 18 equipos se enfrentaron en modalidad "todos contra todos", en una Fase Clasificatoria. 
Los equipos se agruparon en cuatro grupos (dos de cinco equipos y dos de cuatro), clasificando a segunda ronda (play-off) los tres mejores puntajes de cada grupo. Existió, adicionalmente, la posibilidad de un "repechaje" en caso de que un tercero de grupo obtuviese un mejor puntaje en la clasificación general que el segundo de otro grupo. En este caso se jugaba un partido de repechaje en la cancha del equipo con mayor puntaje durante la fase regular.
Los 12 clasificados se enfrentaron entre sí en partidos de ida y vuelta, dando la oportunidad de clasificación a los seis ganadores y los dos mejores perdedores de esta ronda. Posteriormente, se desarrollaron los cuartos de final, semifinales y final, para dirimir al campeón. Las fases eliminatorias de play-off tuvieron la peculiaridad de que, por última vez, no fue relevante la diferencia de goles, ni menos los goles de visita: en caso de empate en puntos tras los dos partidos, se jugaba tiempo extra con gol de oro para definir al ganador de la llave. Si no había ganador luego de este tiempo suplementario, se procedía a lanzar tiros penales.

## Desarrollo
El equipo universitario laico fue dirigido por Héctor Pinto en un irregular camino al título. El Apertura comenzó con un auspicioso e histórico 4-0 ante el clásico rival Colo-Colo, en un recordado partido disputado el 8 de febrero de 2004 en el Estadio Nacional. Sin embargo, durante la fase regular la "U" tuvo que enfrentar diversos escollos hacia el título, lo que lo llevó a obtener el 5° lugar, tras, entre otros, el ganador de la fase regular Cobreloa. Incluso en la fase de play-offs, la Universidad de Chile no convenció del todo a los hinchas, y clasificó a cuartos de final solo gracias a su calidad de mejor perdedor ante la Unión Española. Recién en las semifinales, cuando eliminaron a Santiago Wanderers, apareció en su máximo nivel, que ratificó con dos empates ante los zorros del desierto, considerados el mejor equipo de la primera ronda. En la definición por penales apareció el factor Johnny Herrera: el mejor arquero del campeonato definió con frialdad su tiro y entregó a los azules su duodécima estrella.

## Equipos por región
| Región               | N.º | Equipos                                                                                           |
| -------------------- | --- | ------------------------------------------------------------------------------------------------- |
| Región Metropolitana | 6   | Audax Italiano, Colo-Colo, Palestino, Unión Española, Universidad Católica y Universidad de Chile |
| Valparaíso           | 3   | Everton, Santiago Wanderers y Unión San Felipe                                                    |
| Coquimbo             | 2   | Coquimbo Unido y Deportes La Serena                                                               |
| Biobío               | 2   | Huachipato y Universidad de Concepción                                                            |
| Antofagasta          | 1   | Cobreloa                                                                                          |
| Atacama              | 1   | Cobresal                                                                                          |
| Maule                | 1   | Rangers                                                                                           |
| Araucanía            | 1   | Deportes Temuco                                                                                   |
| Los Lagos            | 1   | Deportes Puerto Montt                                                                             |

|
| Audax Italiano Universidad de Chile Colo-Colo Universidad Católica Unión Española Palestino |

## Fase Clasificatoria

### Grupo A
| Pos | Equipo           | Pts | PJ | G  | E | P  | GF | GC | DIF |
| --- | ---------------- | --- | -- | -- | - | -- | -- | -- | --- |
| 1   | Colo-Colo        | 33  | 17 | 10 | 3 | 4  | 29 | 25 | 4   |
| 2   | Audax Italiano   | 21  | 17 | 5  | 6 | 6  | 31 | 28 | 3   |
| 3   | Unión San Felipe | 17  | 17 | 4  | 5 | 8  | 15 | 27 | -12 |
| 4   | Cobresal         | 6   | 17 | 1  | 3 | 13 | 19 | 40 | -21 |

### Grupo B
| Pos | Equipo                    | Pts | PJ | G | E | P  | GF | GC | DIF |
| --- | ------------------------- | --- | -- | - | - | -- | -- | -- | --- |
| 1   | Universidad de Concepción | 32  | 17 | 9 | 5 | 3  | 37 | 17 | 20  |
| 2   | Deportes Temuco           | 24  | 17 | 7 | 3 | 7  | 24 | 34 | -10 |
| 3   | Rangers                   | 18  | 17 | 5 | 3 | 9  | 21 | 33 | -12 |
| 4   | Deportes La Serena        | 18  | 17 | 5 | 3 | 9  | 32 | 46 | -14 |
| 5   | Palestino                 | 14  | 17 | 4 | 2 | 11 | 34 | 42 | -8  |

### Grupo C
| Pos | Equipo               | Pts | PJ | G  | E | P  | GF | GC | DIF |
| --- | -------------------- | --- | -- | -- | - | -- | -- | -- | --- |
| 1   | Cobreloa             | 37  | 17 | 11 | 4 | 2  | 39 | 19 | 20  |
| 2   | Coquimbo Unido       | 29  | 17 | 9  | 2 | 6  | 39 | 37 | 2   |
| 3   | Unión Española       | 26  | 17 | 7  | 5 | 5  | 35 | 32 | 3   |
| 4   | Everton              | 21  | 17 | 6  | 3 | 8  | 22 | 25 | -3  |
| 5   | Universidad Católica | 19  | 17 | 6  | 1 | 10 | 29 | 29 | 0   |

### Grupo D
| Pos | Equipo                | Pts | PJ | G  | E | P | GF | GC | DIF |
| --- | --------------------- | --- | -- | -- | - | - | -- | -- | --- |
| 1   | Santiago Wanderers    | 36  | 17 | 11 | 3 | 3 | 37 | 15 | 22  |
| 2   | Universidad de Chile  | 30  | 17 | 9  | 3 | 5 | 32 | 21 | 11  |
| 3   | Huachipato            | 27  | 17 | 8  | 3 | 6 | 35 | 31 | 4   |
| 4   | Deportes Puerto Montt | 20  | 17 | 5  | 5 | 7 | 27 | 36 | -9  |

#### Tabla general
| Pos | Equipo                    | Pts | PJ | G  | E | P  | GF | GC | DIF |
| --- | ------------------------- | --- | -- | -- | - | -- | -- | -- | --- |
| 1   | Cobreloa                  | 37  | 17 | 11 | 4 | 2  | 39 | 19 | 20  |
| 2   | Santiago Wanderers        | 36  | 17 | 11 | 3 | 3  | 37 | 15 | 22  |
| 3   | Colo-Colo                 | 33  | 17 | 10 | 3 | 4  | 29 | 25 | 4   |
| 4   | Universidad de Concepción | 32  | 17 | 9  | 5 | 3  | 37 | 17 | 20  |
| 5   | Universidad de Chile      | 30  | 17 | 9  | 3 | 5  | 32 | 21 | 11  |
| 6   | Coquimbo Unido            | 29  | 17 | 9  | 2 | 6  | 39 | 37 | 2   |
| 7   | Huachipato                | 27  | 17 | 8  | 3 | 6  | 35 | 31 | 4   |
| 8   | Unión Española            | 26  | 17 | 7  | 5 | 5  | 35 | 32 | 3   |
| 9   | Deportes Temuco           | 24  | 17 | 7  | 3 | 7  | 24 | 34 | -10 |
| 10  | Audax Italiano            | 21  | 17 | 5  | 6 | 6  | 31 | 28 | 3   |
| 11  | Everton                   | 21  | 17 | 6  | 3 | 8  | 22 | 25 | -3  |
| 12  | Deportes Puerto Montt     | 20  | 17 | 5  | 5 | 7  | 27 | 36 | -9  |
| 13  | Universidad Católica      | 19  | 17 | 6  | 1 | 10 | 29 | 29 | 0   |
| 14  | Rangers                   | 18  | 17 | 5  | 3 | 9  | 21 | 33 | -12 |
| 15  | Deportes La Serena        | 18  | 17 | 5  | 3 | 9  | 32 | 46 | -14 |
| 16  | Unión San Felipe          | 17  | 17 | 4  | 5 | 8  | 15 | 27 | -12 |
| 17  | Palestino                 | 14  | 17 | 4  | 2 | 11 | 34 | 42 | -8  |
| 18  | Cobresal                  | 6   | 17 | 1  | 3 | 13 | 19 | 40 | -21 |

 Pts=Puntos; PJ=Partidos jugados; G=Partidos ganados; E=Partidos empatados; P=Partidos perdidos; GF=Goles a favor; GC=Goles en contra; DIF=Diferencia de gol
|  | Clasificado a cuartos de final |
|  | Clasificado a repechaje        |
|  | Eliminado                      |

### Repechaje
Jugado en partido único en el estadio del equipo con mejor ubicación grupal. En negrita el equipo clasificado a cuartos de final.
| Llave | Equipo local     | Equipo visitante      | Resultado |
| ----- | ---------------- | --------------------- | --------- |
| R1    | Rangers          | Deportes Puerto Montt | 3 - 1     |
| R2    | Unión San Felipe | Everton               | 2 - 1     |

## Ronda eliminatoria
Se jugaron entre el 15 y el 23 de mayo de 2004. En la tabla se muestran los equipos según la localía en el partido de ida. En negrita los equipos clasificados a cuartos de final. Deportes Temuco y Universidad de Chile clasificaron a cuartos de final como mejores perdedores. No contaron los goles de visita.
| Llave | Equipo local           | Equipo visitante               | Ida   | Vuelta | Puntos |
| ----- | ---------------------- | ------------------------------ | ----- | ------ | ------ |
| 1     | Unión San Felipe (16°) | Cobreloa (1º)                  | 0 - 2 | 1 - 2  | 0 - 6  |
| 2     | Rangers (14º)          | Santiago Wanderers (2°)        | 1 - 1 | 0 - 3  | 1 - 4  |
| 3     | Unión Española (8°)    | Universidad de Chile (5º)      | 3 - 1 | 1 - 1  | 4 - 1  |
| 4     | Huachipato (7°)        | Coquimbo Unido (6º)            | 3 - 2 | 3 - 0  | 6 - 0  |
| 5     | Deportes Temuco (10°)  | Universidad de Concepción (4º) | 0 - 1 | 1 - 1  | 1 - 2  |
| 6     | Audax Italiano (11°)   | Colo-Colo (3º)                 | 0 - 1 | 0 - 1  | 0 - 6  |

## Play-off
|  | Cuartos de final          | Cuartos de final     | Cuartos de final         |   |                    | Semifinales       | Semifinales       | Semifinales       |  |  | Final            | Final            | Final            |
|  | 7 al 13 de junio          | 7 al 13 de junio     | 7 al 13 de junio         |   |                    | 16 al 20 de junio | 16 al 20 de junio | 16 al 20 de junio |  |  | 23 y 27 de junio | 23 y 27 de junio | 23 y 27 de junio |
|  |                           |                      |                          |   |                    |                   |                   |                   |  |  |                  |                  |                  |
|  | Cobreloa                  | 1                    | 3                        |   |                    |                   |                   |                   |  |  |                  |                  |                  |
|  | Deportes Temuco           | 1                    | 1                        |   |                    |                   |                   |                   |  |  |                  |                  |                  |
|  | Deportes Temuco           | 1                    | 1                        |   | Cobreloa           | 3                 | 3                 |                   |  |  |                  |                  |                  |
|  |                           |                      |                          |   | Cobreloa           | 3                 | 3                 |                   |  |  |                  |                  |                  |
|  |                           | Huachipato           | 2                        | 2 |                    |                   |                   |                   |  |  |                  |                  |                  |
|  | Colo-Colo                 | Huachipato           | 2                        | 2 | 1                  | 0                 |                   |                   |  |  |                  |                  |                  |
|  | Colo-Colo                 |                      |                          |   | 1                  | 0                 |                   |                   |  |  |                  |                  |                  |
|  | Huachipato                | 1                    | 1                        |   |                    |                   |                   |                   |  |  |                  |                  |                  |
|  |                           |                      |                          |   |                    |                   |                   |                   |  |  | Cobreloa         | 0                | 1 (2)            |
|  |                           |                      | Universidad de Chile (p) | 0 | 1 (4)              |                   |                   |                   |  |  |                  |                  |                  |
|  | Santiago Wanderers        | 1                    | 2                        |   |                    |                   |                   |                   |  |  |                  |                  |                  |
|  | Unión Española            | 2                    | 0                        |   |                    |                   |                   |                   |  |  |                  |                  |                  |
|  | Unión Española            | 2                    | 0                        |   | Santiago Wanderers | 1                 | 0                 |                   |  |  |                  |                  |                  |
|  |                           |                      |                          |   | Santiago Wanderers | 1                 | 0                 |                   |  |  |                  |                  |                  |
|  |                           | Universidad de Chile | 1                        | 2 |                    |                   |                   |                   |  |  |                  |                  |                  |
|  | Universidad de Concepción | Universidad de Chile | 1                        | 2 | 0                  | 2                 |                   |                   |  |  |                  |                  |                  |
|  | Universidad de Concepción |                      |                          |   | 0                  | 2                 |                   |                   |  |  |                  |                  |                  |
|  | Universidad de Chile      | 1                    | 1                        |   |                    |                   |                   |                   |  |  |                  |                  |                  |

## Cuartos de final
Se jugaron entre el 7 y el 13 de junio de 2004. En la tabla se muestran los equipos según la localía en el partido de ida. En negrita los equipos clasificados a semifinales.
| Llave | Equipo local              | Equipo visitante               | Ida   | Vuelta | Puntos           |
| ----- | ------------------------- | ------------------------------ | ----- | ------ | ---------------- |
| 1     | Universidad de Chile (5º) | Universidad de Concepción (4º) | 1 - 0 | 1 - 2  | 3 - 3 (g)        |
| 2     | Unión Española (8º)       | Santiago Wanderers (2°)        | 2 - 1 | 0 - 2  | 3 - 3 1-3 (pen.) |
| 3     | Huachipato (7°)           | Colo-Colo (3°)                 | 1 - 1 | 1 - 0  | 4 - 1            |
| 4     | Deportes Temuco (10º)     | Cobreloa (1º)                  | 1 - 1 | 1 - 3  | 1 - 4            |

## Semifinales
Se jugaron entre el 16 y el 20 de junio de 2004. En la tabla se muestran los equipos según la localía en el partido de ida. En negrita los equipos clasificados a la final.
| Llave | Equipo local              | Equipo visitante        | Ida   | Vuelta | Puntos    |
| ----- | ------------------------- | ----------------------- | ----- | ------ | --------- |
| S1    | Huachipato (7º)           | Cobreloa (1º)           | 2 - 2 | 2 - 3  | 1 - 4 (g) |
| S2    | Universidad de Chile (5°) | Santiago Wanderers (2°) | 1 - 1 | 2 - 0  | 4 - 1     |

## Final
| 23 de junio de 2004 | Universidad de Chile | 0:0 | Cobreloa | Estadio Nacional, Santiago                               |  |
|                     |                      |     |          | Asistencia: 30.515 espectadores Árbitro(s): Rubén Selman |  |

| 27 de junio de 2004 | Cobreloa                              | 1:1 (1:0; 1:1) (2:4 p.)    | Universidad de Chile                       | Estadio Municipal de Calama, Calama                        |                                                            |
|                     | Fuentes 35'                           |                            | 52' (o.g.) González                        | Asistencia: 18.000 espectadores Árbitro(s): Carlos Chandía | Asistencia: 18.000 espectadores Árbitro(s): Carlos Chandía |
|                     |                                       | Tiros desde el punto penal |                                            |                                                            |                                                            |
|                     | Cornejo · Fuentes · Fernández · Galaz |                            | Muñoz · Pinto · Tampe · Gioino · Herrera · |                                                            |                                                            |

## Campeón
| Universidad de Chile            |
| Universidad de Chile 12º Título |

## Goleadores
| Jugador                                 | Jugador            | Goles | Equipo                    |
| --------------------------------------- | ------------------ | ----- | ------------------------- |
| Bandera de Chile                        | Patricio Galaz     | 23    | Cobreloa                  |
| Bandera de Chile                        | Jaime Riveros      | 22    | Santiago Wanderers        |
| Bandera de Chile                        | Felipe Flores      | 17    | Deportes La Serena        |
| Bandera de Chile                        | Héctor Mancilla    | 16    | Huachipato                |
| Bandera de Chile                        | Marcelo Corrales   | 15    | Coquimbo Unido            |
| Bandera de Chile                        | José Luis Sierra   | 13    | Unión Española            |
| Bandera de Argentina · Bandera de Chile | Diego Rivarola     | 13    | Universidad de Chile      |
| Bandera de Chile                        | César Díaz         | 13    | Deportes Temuco           |
| Bandera de Chile                        | Carlos Reyes       | 11    | Audax Italiano            |
| Bandera de Argentina                    | Sergio Gioino      | 11    | Universidad de Chile      |
| Bandera de Argentina                    | Cristian Fabbiani  | 10    | Palestino                 |
| Bandera de Chile                        | Rodrigo Millar     | 9     | Huachipato                |
| Bandera de Chile                        | Mario Cáceres      | 8     | Universidad de Concepción |
| Bandera de Chile                        | Jonathan Cisternas | 8     | Cobreloa                  |

## Fuente
- RSSSF Chile 2004

| Predecesor: Torneo Clausura 2003 (Chile) julio - diciembre de 2003 | Campeonato oficial de la primera división de fútbol en Chile Torneo Apertura 2004 febrero - junio de 2004 | Sucesor: Torneo Clausura 2004 (Chile) julio - diciembre de 2004 |

- Datos: Q3534431